# پاناتونی
پاناتونی (انگلیسی: Panattoni) شرکت املاک آمریکایی است، که در سال ۱۹۸۶ تأسیس شد.